# Florian Zschiedrich

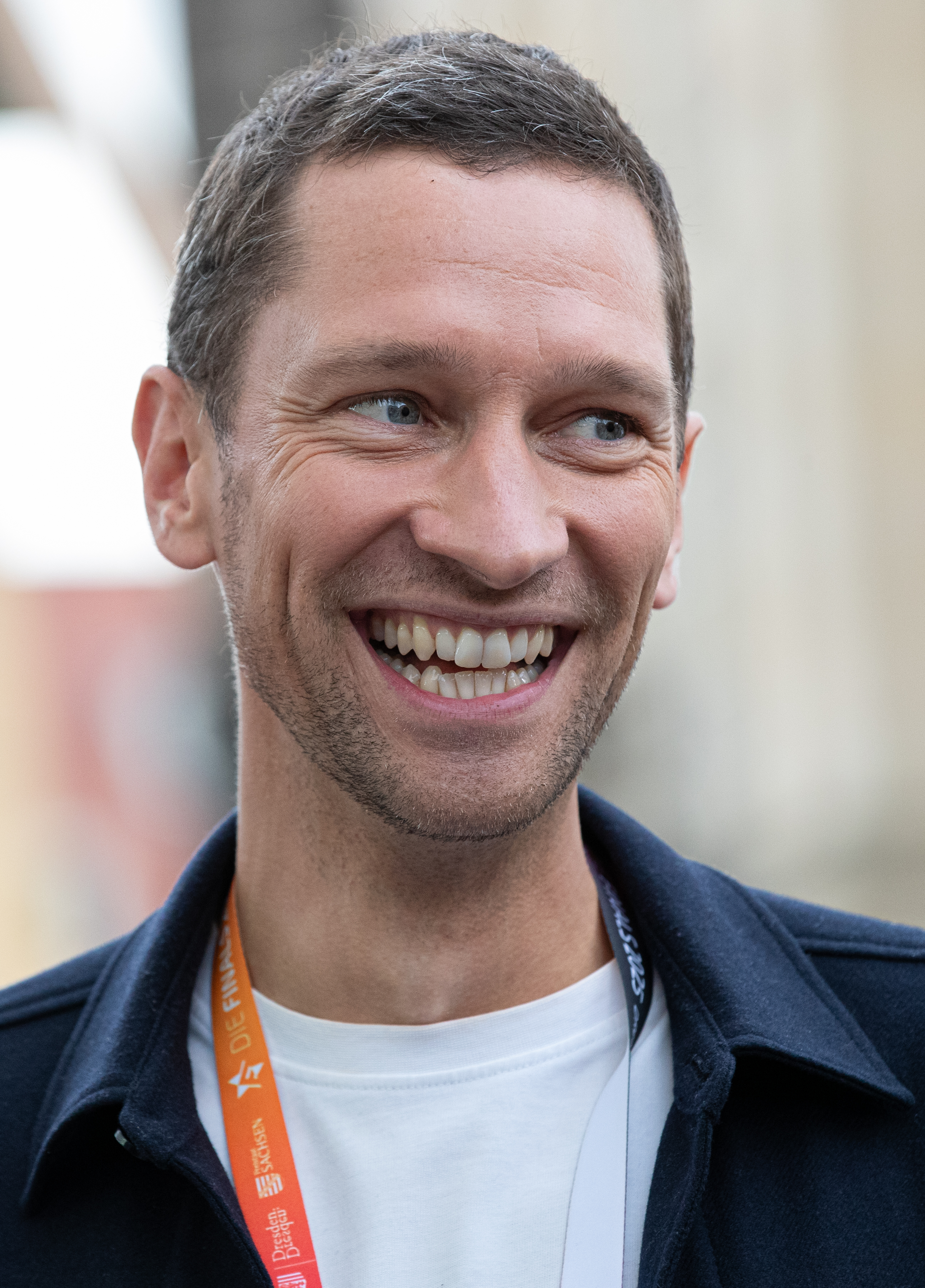
Florian Zschiedrich, 2025

Florian Zschiedrich (* 14. Februar 1986 in Berlin) ist ein deutscher Fernsehmoderator und Journalist.

## Leben
Zschiedrich machte nach seiner Schulzeit, die er 2005 mit dem Abitur am Romain-Rolland-Gymnasium in Berlin-Wittenau beendete, ein Freiwilliges Soziales Jahr im Bereich Sport und einen Auslandsaufenthalt in Kapstadt in Südafrika. 2006 begann er ein Studium der Politikwissenschaften am Otto-Suhr-Institut der FU Berlin. Dies beendete er 2010 als Diplom-Politikwissenschaftler.
Während der Schulzeit und während seines Studiums sammelte Zschiedrich erste Fernseherfahrung als Redakteur und Moderator der Berliner Lokalsportsendung TV Sport in Berlin beim Spreekanal. Es folgten Praktika bei SWR, Sat.1 und ZDF. Nach seinem Studienabschluss begann er im Januar 2011 als Reporter und Redakteur für die Sportredaktion des ZDF-Morgenmagazins zu arbeiten. Seit Oktober 2015 arbeitet Zschiedrich für das ZDF-Morgenmagazin auch als Moderator (Frühschiene und Sport). Seit Januar 2012 moderiert er beim deutschen Auslandssender Deutsche Welle: Von 2012 bis 2014 als Sportmoderator in der Nachrichtensendung Journal und seit 2014 als Nachrichtenmoderator in der Hauptnachrichten-Sendung der DW. 2020 kam er als Kommentator zum aktuellen Sportstudio. Seit 2021 moderiert er den B.Z.-Podcast Jute Leute.